# Соња Маринковић
Софија Соња Маринковић (Стријежевица, код Пожеге, 3. април 1916 — Багљаш, код Великог Бечкерека, 31. јул 1941) била је револуционарка, учесница Народноослободилачке борбе и народни херој Југославије.
Потицала је из свештеничке породице из сремског села Сурдука, а одрасла је у Сомбору и Новом Саду, где је завршила основну школу и гимназију. Током студија на Пољопривредно-шумарском факултету у Земуну, прикључила се студентском револуционарном покрету и учествовала као организатор и покретач многих студентских акција. Године 1936. је била примљена у чланство тада илегалног Савеза комунистичке омладине (СКОЈ), а три године касније у чланство Комунистичке партије (КПЈ). Активно је учествовала у студентском животу Београда и Новог Сада, а била је потпредседник Дома студенткиња и члан управе Студентске матице у Новом Саду. Била је делегат омладине Војводине на Конгресу за мир у Паризу, 1937. године.
Учествовала је у стварању Омладинског културно-просветног покрета (ОМПОК), масовне омладинске организације која је служила као легалан облик деловања комунистичке омладине, а борила се и за друштвену, политичку и социјалну равноправност жена, стварајући женске секције при Уједињеним радничким синдикатима и делујући као председник омладинске секције Женског покрета у Новом Саду. Политички је деловала на обнови скојевских организација у Новом Саду и Војводини, а заједно са другим омладинским руководиоцима је организовала скојевске курсеве на Фрушкој гори. Септембра 1940. године је била изабрана за члана Покрајинског комитета КПЈ за Војводину, а била је и председник Покрајинског одбора Народне помоћи за Војводину. Због свог револуционарног рада је била хапшена 1939. и крајем 1940. године, када је у новосадској полицији тешко мучена, али није одала никога од партијских другова. Из затвора је изашла непосредно пред почетак Другог светског рата у Југославији.
Након окупације, напустила је Нови Сад и прешла у Петровград, где је заједно са другим члановима Покрајинског комитета радила на политичким и војним припремама за оружани устанак. Средином јула 1941. године је по партијском задатку била упућена у Београд. На том путу су је 14. јула у Панчеву, док је чекала брод за Београд, препознали полицијски агенти и ухапсили. Током истраге у окупаторској полицији у Панчеву и Великом Бечкереку, била је страшно мучена, али није одала никог од својих сарадника. Стрељана је 31. јула 1941. године на напуштеном гробљу на Багљашу, у групи од 90 родољуба из Баната, у знак одмазде због акција паљења жита и напада на немачке војнике, које су вршили банатски партизански одреди. Приликом стрељања је одбила да јој пуцају у леђа и узвикнула: Пуцајте, ово су комунистичке груди!
За народног хероја проглашена је 25. октобра 1943. године.

## Биографија
Рођена је 3. априла 1916. године у славонском селу Стријежевица, код Пожеге. Била је најмлађе дете у породици Ђорђа Маринковића и његове супруге Милане, а пре ње су рођени — Даринка (1908), Миленко (1910) и Вида (1911). Ђорђе је био православни свештеник, рођен у Сурдуку, код Старе Пазове. Потицао је из породице са дугом свештеничком традицијом, коју је прекршио његов отац Паја, који је био ковач и земљорадник. Како није имао средстава да школује сина, послао га је у Сремске Карловце, где је завршио Богословију. Након завршетка школовања, Ђорђе се оженио Миланом Шајковић, из Сремске Каменице, ћерком инжењера Ивана Шајковић, која је завршила Учитељску школу у Сомбору. Ђорђе је био у обавези да након завршетка богословије проведе десет година на служби у парохијама у Славонији, па су он и супруга дуго година службовали у селима Дољани, код Дарувара и Стријежевици, код Пожеге, где су им се родила деца. После краћег боравка у Сремској Рачи, породица Маринковић се преселила у Борово, код Вуковара, где се Соњина мајка Милана разболела од туберкулозе и умрла 1919. године.
Како није превише волео свештенички позив, Ђорђе Маринковић је 1911. године, на наговор супруге, као ванредни студент уписао Правни факултет у Загребу. Пошто је Први светски рат, прекинуо његово школовање, дипломирао на Правном факултету у Суботици. Још као апсолвент права, Ђорђе је након супругине смрти напустио свештенички позив и са породицом се преселио у Сомбор, где се запослио као бележник у Бачко-барањској жупанији. Бригу од Соњи и осталој деци преузела је Ђорђева сестра Нада, а како је она била пред удајом, Ђорђе се оженио учитељицом Даницом Лесковац из Куле. Она се након удаје пензионисала и преузела бригу о Ђорђевој деци, али је умрла 1935. године. Како није имала своје деце, посебно се зближила са најмлађом Соњом, која је у Даници препознала мајчинску бригу и љубав. Соњи је приликом рођења био ишчашен леви кук, а како је то било примећено касно, она је до краја живота храмала на леву ногу.
Основну школу, у коју је кренула са шест година, Соња је похађала у Вежбаоници Државне женске учитељске школе у Сомбору. Како је током школовања била одличан ђак, након завршетка основне школе 1926. године, на предлог оца Ђорђа није уписала Женску стручну школу, већ гимназију, како би касније могла да настави школовање на факултету. У сомборској гимназији Соња је завршила четири разреда и јуна 1930. године положила малу матуру, а пошто се исте године њена породица преселила у Нови Сад, где је отац Ђорђе добио посао у Управи Дунавске бановине, даље школовање је наставила у Државној реалној гимназији у Новом Саду, коју је завршила 1934. године.
Соњина друштвена активност започела је још у току похађања нижих разреда гимназије у Сомбору. Њен брат Миленко, као велики љубитељ природе, био је један од организатора Савеза извиђача (скаута) у Сомбору, а у организацију је уписао све три сестре. Члан скаутске организације Соња је постала још као ученица основне школе и била је једна од најмлађих чланова ове организације у Сомбору. Миленко Маринковић је припадао омладинском револуционарном покрету и његово залагање за стварање извиђачке организације било је покушај стварања организације, која ће окупљати омладину свих националности, као антитежу организацијама попут „Српског сокола” и „Хрватског сокола”, које су окупљале омладину на националној основи. Извиђачка организација је током времена имала значајан утицај на опредељење омладине, а велики број њених чланова се у току Другог светског рата борио у партизанима. Августа 1932. године Соња је похађала „Шумску школу”, односно Курс за вође Савеза извиђача, који је био одржан у Врднику, на Фрушкој гори. Поред излета у околини Сомбора и Безданској шуми, а касније околини Новог Сада и Фрушкој гори, Соња је са извиђачима била у прилици да обиђе многа места у Југославији — Цавтат, Бању Ковиљачу, Матарушка Бања, Хвар, Свети Стефан, Јајце, Загреб, Плитвице, Сплит, Бохињ и др. У женској гимназији у Новом Саду је била најистакнутији извиђач, а као ученица шестог разреда је учествовала формирању Одељења за планинке и постала вршилац дужности коловође, као најстарија у организацији у школи. Ово одељење је имало четири вода и изводило извиђачку обуку и организовало излете на Фрушку гору. Следеће године извиђачко одељење је доста нарасло, па је било распоређено у два кола, а једним од њих је руководила Соња. Поред излета и летовања на које је одлазила са извиђачима, Соња је са братом  сестрама сваког распуста одлазила у Сурдук, родно место њеног оца, где је посећивала деду Пају и бабу Софију Соку, по којој је и добила име. Посебно је волела да из дединог винограда на брегу, на обали Дунава, одакле се пружао поглед на равницу Баната и Бачке, посматра природу и гледа ушће Тисе у Дунав.
Посредством свог професора др Милана Петровића, каснијег председника Матице српске, заволела је књижевност и била члан литерарне дружине „Искра”. Имала је великог дара за писање, због чега је отац касније,  када је због свог револуционарног рада била прогањана од полиције, саветовао да се бави писањем. Током гимназијских дана, под утицајем брата Миленка, почела је да чита и тада забрањену литературу, а посебно су јој била интересантна дела совјетских писаца Максима Горког и Николаја Островског.

### Почетак активности на факултету
Након положене матуре, 1934. године, Соња је одлучила да упише Пољопривредно-шумарски факултет, који се годину дана раније преселио у нову зграду у Земуну. Одлуку да упише студије пољопривреде донела је самостално, а превагнула је њена љубав према природи коју је стекла кроз многобројне излете са извиђачима. Доласком на Београдски универзитет, Соња се укључила у револуционарни студентски покрет, о чијим је акцијама слушала још у току гимназијских дана, пошто је њен брат Миленко Маринковић, као студент грађевине на Техничком факултету, био активан учесник овог покрета. Обнављањем организације Савеза комунистичке омладине Југославије (СКОЈ) на Универзитету, годину дана пре Соњиног доласка на студије, активност револуционарног студентског покрета је нагло оживела после забрана и прогона током Шестојануарске диктатуре. Борба револуционарних студената за аутономију Универзитета и боље услове живота студената, била је оличена кроз организовање штрајкова, демонстрација, зборова и других акција, а студенти-комунисти успели су да се нађу у управама већине стручних, културних и других студентских удружења. Када је јуна 1934. године био је основан Акциони одбор стручних студентских удружења, у који су ушла по два представника свих стручних студентских удружења, у њему се нашао по приличан број студената-комуниста, што је одиграло велику улогу у обједињавању студентских акција. Тада су биле основане Менза студената агронома и Општа студентска менза, које су поред прехране студената, постале политички центар студената-комуниста. Како би обуздао револуционарни студентски покрет и спречио студенте-комунисте да преузму сва стручна студентска удружења, Влада Богољуба Јевтића је средином јануара 1935. године, донела одлуку да групу ухапшених студената-комуниста интернира у логору у Вишеграду. Ово је изазвало велико незадовољство међу студентима, па је дошло до демонстрација и протестних зборова на свим факултетима, а током једног од сукоба са полицијом, био је убијен студент права Мирко Срзентић. Након овога дошло је до новог хапшења студената и њиховог интернирања у Вишеград, а четвртина, од укупно 46 тада интернираних студената, били су са Пољопривредно-шумарског факултета. Савез комунистичке омладине је успео да поведе веома широку политичку кампању за пуштање ухапшених комуниста, па је под притиском домаће, али и светске јавности, овај логор био распуштен 20. марта.
Током прве године студија Соња није активно учествовала у револуционарном студентском покрету, а њено укључивање је текло постепено. Ипак, крупни политички догађаји на Универзитету оставили су на њу велики утисак, посебно јер је у њима учествовао велики број студената са њеног факултета. У току школске 1943/35. године револуционарни студенти Пољопривредно-шумарског факултета су почели са бојкотом предавања професора ботанике Петра Ђорђевића, а како се овај сукоб проширио, Савет факултета је јуна 1935. године донео одлуку да се други семестар прве године не призна за 120 студената, што је довело да студентских демонстрација, током којих је интервенисала и жандармерија. Како је у овим демонстрацијама учествовала и Соња, она се нашла међу 20 студената који су од стране Универзитетског сената били кажњени искључивањем са факултета. Соња је била међу четворо студената који су кажњени губитком права на упис и полагање испита за један семестар, а међу 20 тада кажњених студената био је и Петар Стамболић. Овај догађај значајно је утицао на Соњу да се наредне школске 1935/36. године активно прикључи револуционарном студентском покрету. Заједно са другарицом Сашом Ђурановић, одлазила је на студентска предавања, која су најчешће одржавана на Правном факултету, а посебну пажњу скренуло им је једно излагање студента Лоле Рибара.

### Активност у студентском и омладинском покрету
Упоредо са активношћу на факултету, Соња је у Новом Саду учествовала у омладинском револуционарном покрету. Године 1935. је била члан Иницијативног одбора за оснивање Студентске матице, удружења која је окупљало новосадске студенте. Удружење је користило просторије Матице српске, која је тада била под утицајем Самосталне демократске странке, па је било покушаја да ова странка посредством удружења оствари утицај на студентску омладину. У почетку су већину у Студентској матици имали конзервативно и национално оријентисани студенти, а до раздора међу члановима је дошло приликом организовања комеморације поводом смрти Максима Горког, јуна 1936. године, који су организовали студенти-комунисти предвођени Радивојем Ћирпановим. Након тога је Управа Студентске матице била распуштена, а у новој Управи, изабраној септембра 1936. године, већину чланова су чинили студенти-комунисти, међу којима и Соња Маринковић, која је током године била примљена у чланство тада илегалног Савеза комунистичке омладине Југославије (СКОЈ).
Априла 1936. године, заједно са већином студената Пољопривредно-шумарског факултета учествовала је у генералном штрајку студената, током кога је у сукобу студената-комуниста и студената-националиста страдао студент права Жарко Мариновић, након чега је ректор Владимир Ћоровић морао да поднесе оставку. Исте године био је у Београду отворен Дом студенткиња „Краљица Марија” (данас Студентски дом „Вера Благојевић”), који је убрзо постао центар окупљања револуционарних студенткиња, а постојало је и Удружење студенткиња, на чијем је челу била Лепосава Михаиловић. Како би се интензивирао политички рад у Дому био је формиран партијски актив, у који су ушле студенткиње чланице КПЈ и СКОЈ — Милева Вуковић, Дика Маринковић, Љубинка Милосављевић, Милка Минић, Милица Павловић, Зденка Шевгић и Соња Маринковић, која је у току школске 1939/40. године била потпредседница Удружења студенткиња. Њихова активност огледала се највише у организовању књижевних вечери, приредби, прослави Дана жена, академији посвећеној женском праву гласа, а део својих активности преносили су и на унутрашњост преко студентских удружења и других омладинских друштава. Многе чланице ове групе, укључујући Соњу, биле су заступљене у раду стручних студентских организација на факултетима, као и у Акционом одбору стручних студентских удружења, у чијем је Председништву Соња била члан током 1938. године.
У јесен 1936. године у Новом Саду је био организован Омладински културно-просветни покрет (ОМПОК), чији је задатак био да обједини рад омладинског револуционарног покрета у Војводини, који је тада добио нарочити интензитет, односно да представља легалан облик рада илегалног Савеза комунистичке омладине. Идеја за оснивање овог покрета потекла је од револуционарних студената са суботичког Правног факултета и студената Загребачког и Београдског универзитета, међу којима је била и Соња. Након оснивања, организације покрета су почеле да се формирају у свим крајевима Војводине, а издаван је и лист Наш живот (након забране преименован је у Наша младост). Основу покрета чинила је студентска и средњошколска омладина, али су биле укључене и радничка и сељачка омладина, а организације покрета су сарађивале са омладинским секцијама Уједињених радничких синдиката. Поводом Празника рада 1937. године била је организована масовна прослава, којој је присуствовало преко 1.000 омладинаца. Активност покрета је након само годину дана деловања, била забрањена од стране тадашњих власти. Једна од активности покрета, поред организовања манифестација и приредби, била је и организација кружока на којима је проучавана марксистичка литература, а у раду ових кружока у Новом Саду, посебно је била активна Соња Маринковић. Као једна од најактивнијих омладинки, августа 1937. године је била укључена у делегацију за Светски омладински конгрес за мир у Паризу. Југословенку делегацију чинило је око 60 омладинаца, од којих је десетак било из Војводине, међу којима су поред Соње били — Вера Гуцоња, Федор Киселички, Слободан Бајић Паја и др.
У првој половини 1939. године Соња Маринковић је била примљена у чланство Комунистичке партије Југославије (КПЈ). Исте године, она се активније ангажована у партијском раду, па је након обнављања скојевских организација у Новом Саду била изабрана у тада обновљени Месни комитет СКОЈ-а. Реорганизацијом организација Савеза комунистичке омладине Југославије (СКОЈ) у Војводини, која је извршена исте године, била је формирана Покрајинска комисија, која је након два месеца прерасла у Покрајински биро, чији је члан била Соња Маринковић. Учествовала је на великим демонстрацијама 14. децембра 1939. године у Београду, када је у сукобу жандарма и демонстраната убијено и рањено више студената. Једна од тешко рањених била је студенткиња економије Боса Милићевић, која је од последица рањавања преминула 19. фебруара 1940. године. На њеној сахрани, одржаној у Жеднику, код Суботице, Соња Маринковић је предводила делегацију војвођанске омладине.
Фебруара 1940. године била је одржана Четврта покрајинска конференција СКОЈ-а, а у август исте године, на салашу Жарка Туринског, у околини Петровграда, Пета покрајинска конференција СКОЈ-а за Војводину, којој је присуствовао секретар ЦК СКОЈ Иво Лола Рибар. Тада је изабран Покрајински комитет СКОЈ-а на чијем челу су били Борислав Браца Петров, политички и Ђорђе Зличић Цига, организациони секретар, а његов члан је била и Соња. Месец дана касније, била је одржана Покрајинска конференција КПЈ за Војводину на којој је Соња била изабрана за члана Покрајинског комитета КПЈ, задужена за рад СКОЈ-а. Након што је јуна 1940. године дипломирала на Пољопривредно-шумарском факултету у Земуну и постала инжењер агрономије, Соња се запослила у Пољопривредној огледној станици у Новом Саду, где је радила у семенарству. Доласком у Нови Сад на се у потпуности посветила партијском раду.

### Хапшење и полицијска истрага
Због своје активности у револуционарном студентском покрету Соња је 1939. године била ухапшена у Београду, за време демонстрација подршке Чехословачкој. Тада је била ислеђивана у Управи града Београда, познатој „Главњачи”, али је убрзо била пуштена. Било је то њено прво хапшење. Следеће хапшење догодило се априла 1940. године, након полицијске провале у Новом Саду. Полиција је крајем маја ухапсила двојицу омладинаца, који су прикупљали потписе за пуштање интернираних комуниста из логора у Билећи и прилоге грађана за одбор Народне помоћи. Током истраге у полицији, они су услед мучења, открили неколико комуниста са којима су били повезани. У даљој истрази полиција је ухапсила Драгутина Цифрића, који је знатно проширио полицијску провалу, откривајући да га је у револуционарни раднички покрет увео Јусуф Тулић и да се у Одбору за прикупљање помоћи налазе Мила Бркић, Мила Бем, Соња Маринковић и др, који су му и дали текст петиције за пуштање интернираца. Након његовог признања, почетком априла је била ухапшена нова група партијских активиста. У овој групи је била Соња, која је ухапшена 8. априла у Београду и потом пребачена у Нови Сад, где је истрага над њом започела 10. априла. Она је заједно са Милом Бркић била оптужена као организатор илегалног рада, Душан Барјактаревић је оптужен за прикупљање прилога, Владимир Коларов за уступање стана ради састанака, а Габријел Гринфилд је био под истрагом јер је код њега пронађено илегално писмо. Душан Барјактаревић је полицији признао своју илегалну активност и теретио Соњу Маринковић и Милу Бркић, да је прилоге сакупљао по њиховом налогу, као и да је од њих добијао илегалне летке, због чега су Соња и Мила полицији морале признати оно до чега је дошла у току истраге — да су крајем 1939. и почетком 1940. године организовале акцију за прикупљање помоћи жртвама децембарских демонстрација у Београду и да су почетком 1940. покренуле петицију за пуштање на слободу ухапшених студената, који су интернирани у Билећу. Како би смањили број оптужених, признале су да су састанке одржавале у стану Коче Коларова, али да он о томе није био обавештен. Пошто је Барјактаревић, признао своју активност, оне су рекле да су га ангажовале да сакупља потписе за петицију међу новосадским радницима. На овај начин, оне су зауставиле даљу полицијску провали и преузеле део одговорности на себе.
Полиција није била превише задовољна Соњиним признањима, јер је знала за њену активност на Београдском универзитету и сумњала да је члан илегалне Комунистичке партије, а теретили су је и заплењени леци и забрањена литература, нађена приликом претреса њеног стана. Такође, Барјактаревић и Цифрић су у својим изјавама полицији тврдили да је састанцима присуствовао и један студент из Београда, иследници су тражили од Соње да открије његов идентитет, али је тврдила да је у питању извесни студент Цале и да не зна његово право име. Како би успели да добију нове информације, али и открију прави идентитет студента, иследници су Соњу током истраге тукли и мучили, а сломили су јој и неколико прстију. Вешали су је главом надоле и провлачили штап између везаних руку и ногу, након чега су је вукли по земљи, котрљали и батинали по табанима и целом телу. Успела је да издржи сва мучења и да не ода никога од својих партијских сарадника, иако је тада као члан Месног и Покрајинског комитета СКОЈ-а, знала већину активиста и руководилаца скојевских организација у Новом Саду и Војводини, као и прави идентитет студента „Цалета”, који је у ствари био Драган Павловић Шиља, члан Главног одбора „Народне помоћи”. Након деветодневног мучења у полицији, сви ухапшени су 19. априла 1940. године били предати Окружном суду, у чијем су затвору остали још осам дана, након чега су 27. априла пуштени на слободу. Овај предмет је окончан, тек након више од шест месеци, када је 7. новембра државни тужилац одбацио кривичну пријаву против Соње и других ухапшених, јер није имао елемената за кривично гоњење.

### Револуционарни рад
Поред рада са студентима, велику пажњу је посветила политичком раду са омладином и женама. Активно је учествовала у раду на организовању омладине и стварању масовне омладинске организације – ОМПОК (омладински покрет). Упоредо се борила и за политичку, културну, друштвену и економску равноправност жена и помагала у стварању женске секције при Уједињеном радничком синдикалном савезу (УРСС), као и организовању жена у оквиру Савеза банкарских, осигуравајућих и трговачких чиновника (СБОТИЧ).
Као члан Покрајинског комитета била је најпре задужена за рад СКОЈ-а, а потом за рад Народне помоћи (раније Црвена помоћ). Руководила је Покрајинским одбором Народне помоћи за Војводину и неуморно је радила на прикупљању помоћи – хране, одеће, обуће, лекова и др, која је била упућивана – југословенским добровољцима који су после Шпанског грађанског рата били интернирани у логорима у Француској, политичким затвореницима у затворима Краљевине Југославије, као и њиховим породицама, а пре свега деци. Својом активношћу и знањем помагала је и у организацији радничких штрајкова у Новом Саду, а посебно се истакла у помоћи при организовању великог штрајка текстилних радника, децембра 1940. године.
Њена свеукупна политичка активност није прошла незапажено од стране полиције, па је више пута била прогањана, а два пута хапшена – током 1939. и крајем 1940. године. Први пут је била злостављана у београдском затвору „Главњача“, а други пут у новосадском затвору. Иако је била крхког здравља, поднела је сва мучења у новосадској полицији и својим примером храбрила остале ухапшене. Иако полицијским инспекторима није желела ништа да призна о својој активности, задржана је у притвору неколико месеци и пуштена тек након војног пуча од 27. марта 1941. године.

### Рад након окупације и стрељање
Након војног пуча, масовних народних демонстрација у Београду и другим градовима, али и најављеног склапања Пакта о пријатељству и ненападању између Краљевине Југославије и Совјетског Савеза, Соња Маринковић је почетком априла 1941. године напустила Београд и кренула у Нови Сад. У стану свог брата Миленка Маринковића, заједно са Радивојем Ћирпановим је одржала састанак са новосадским комунистима и пренела им директиву да се организује митинг поводом склапања уговора са Совјетским Савезом. И сама је учествовала у организацији овог митинга, који је био заказан за 6. април 1941. године. Напад Сила осовине на Југославију и вести о разорном бомбардовању Београда, као и повремено надлетање немачких авиона, изазвали су панику у граду, па митинг није ни одржан. Два дана касније, Корнелија Сенде-Поповић је дошла у Нови Сад и дала информације Соњи о месту на коме се након бомбардовања Београда, налази руководство КПЈ, како би могли да одржавају везу са њима.
Након мађарске окупације Бачке и Барање, Соња је посаветовала оца Ђорђа Маринковића да напусти Нови Сад и да се преко Сурдука и Сланкамена пребаци у Банат и оде код ћерке Виде, која је живела у Петровграду, што је он уз Соњину помоћ и учинио крајем маја 1941. године. Првих месеци окупације, Соња је радила на релацији Нови Сад—Петровград, где се тада налазио секретар Покрајинског комитета КПЈ за Војводину Жарко Зрењанин, а после његовог повратка из Загреба, са Мајског саветовања ЦК КПЈ, учествовала је на састанку руководства Покрајинског комитета. Дан након напада на Совјетски Савез, 23. јуна 1941. године, учествовала је на проширеном састанку Покрајинског комитета, одржаном у винограду Жарка Туринског, на коме је донета одлука да се убрзају припреме на организовању устанак, након чега је организован интензиван рад у партијским и скојевским организацијама на прикупљању оружја, одржавани су санитетски курсеви, примани нови чланови и др. Након састанка, Соња је отишла у Нови Сад, где је одржала састанак са групом комуниста и пренела им директиве за даљи рад. Како је њен задатак био рад на организацији одбора Народне помоћи, пренела је задатке у вези са радом ове организације, тражећи да се приступи прикупљању новчаних прилога на Народноослободилачки покрет (НОП), али и намирница, одеће, обуће и других ствари, потребних за партизанске групе на терену, али и за слање друговима који су одведени у логоре. Соња је тада последњи пут боравила у Новом Саду и последњи пут се срела са сестром Даром, која се тада тек породила.
У Петровграду, где је сарађивала са револуционарима Жарком Зрењанином, Тозом Марковићем, Стевицом Јовановићем, Славком Мунћаном и др, учествовала је у припреми оружаног устанка. Њеном заслугом, радом Народне помоћи у Петровграду и околини је било обухваћено око 300 жена и омладинки, које су давале прилоге у новцу, храни, одећи, обући и др. У кући, у којој је становала њена сестра Вида, одржавала је састанке са илегалцима, али и сакривала летке и други материјал. Њеном директивом, група скојеваца је крајем јуна 1941. године у Петровграду, извела покушај рушења моста на Бегеју. У овој акцији је било заплењено седам пушака, један пушкомитраљез и нешто муниције. Мост је био миниран, али се није срушио, већ jе само био померен са лежишта, због чега је око две недеље био затворен за саобраћај.
Почетком јула биле су у Банату формиране прве ударне групе и десетине, које су изводиле ситније диверзије против окупатора. Соња је тада прешла у Панчево, како би тамошњој партијској организацији помогла у раду на организовању Народне помоћи. Средином јула у Панчево је дошао Жарко Зрењанин, па је тада одржан шири састанак Окружног комитета КПЈ за јужни Банат, на коме је он говорио о задацима који им предстоје. Како би се боље повезали са Централним комитетом КПЈ и Главним штабом НОП одреда Југославије, који су се тада налазили у Београду, Покрајински комитет је Соњу упутио у на специјални задатак у Београд. Док је 14. јула 1941. у Панчеву, на дунавској скели, чекала брод за Београд, један полицијски агент је препознао по хромој нози и ухапсио. Код ње је тада нађено писмо, које је њена сестра Вера упутила својим пријатељима у Београду, па је полиција претресла кућу у којој је живела. Приликом претреса, на тавану куће су били пронађени леци на немачком језику, намењени ширењу пропаганде међу немачким војницима, које је Соња још раније припремила, као и један стари радио пријемник, од кога су полицајци посумњали да је скривена радио-станица, али су се у ово убрзо разуверили.
Дана 29. јула 1941. године Соња Маринковић је из Панчева била пребачена у Велики Бечкерек, где је заједно са другим ухапшеним таоцима, била смештена у згради затвора. Партизански одреди и групе, у чијем је формирању и сама учествовала, су крајем јула интензивирале своје активности у околини Великог Бечкерека — 21. јула је била спаљена камара жита, уништена једна вршилица и разоружан пољски стражар; 25. јула је спаљено преко 50 јутара пшенице; 27. јула је извршен напад на Меленце и разоружана је полицијска посада у школи, 28. јула су пресечене телефонско-телеграфске линије и др. У намери да спречи даље саботаже, заметне устанак у Банату, али и заплаши становништво, немачки окупатор је отпочео са мерама репресије. Најпре је 26. јула на Бошњаковом салашу, у близини Великог Бечкерека стрељано пет ухапшених активиста Народноослободилачког покрета, међу којима су били Владимир Коларов и Ружа Шулман, а 28. јула два немачка батаљона су успела да разбију Петровградско-стајићевски партизански одред. Ипак ове мере су се окупатору чиниле недовољним, па се одлучио да као одмазду за паљење жита и нападе на немачке војнике изврши масовно стрељање ухапшених талаца из разних крајева Баната – Великог Бечкерека, Кумана, Меленаца, Кикинде, Новог Кнежевца, Вршца, Панчева и др.
У зору 31. јула 1941. године, група од 90 ухапшеника је из зграде затвора пребачена у двориште Жупанијску палату, где су Јурај Шпилер и један Немац одређивали ко ће бити стрељан, након чега су камионима одведени до напуштеног гробља на Багљашу. Стрељање је извршено у пет група од по 18 људи, а извршили су га полицајци и припадници Дојче Маншафта, специјалне добровољачке оружане формације састављене од Немци из Баната, такозваних „фолксдојчера“. Приликом извођења на стрељање групе ухапшених талаца, у којој се налазила Соња, сви су били окренути лицем према војницима, а леђима према гробници у којој су се већ налазиле убијене жртве. Официр који је командовао стрељањем, наредио је тада Соњи да окрене леђа стрељачком строју, што је она одбила и вичући — Пуцајте, ово су комунистичке груди! Нас можете побити, али знајте да за нама иду милиони људи! Поред егзекутора и жртава, стрељању је присуствовала група Јевреја и неколико Цигана, чији је задатак био да ископају раке и након стрељања их закопају. Такође, стрељање је са тавана своје куће, која се налазила у непосредној близини посматрао и један мештанин. Они су били сведоци њеног пркосног држања. На месту на коме је стрељана, немачки окупатор је током рата наставио са вршењем егзекуција над становништвом, а напосредно пре повлачење из Баната, посмртни остаци стрељаних родољуба су били раскопани и спаљени. Поводом њене смрти, Покрајински комитет КПЈ за Војводину је издао летак, у коме се између осталог каже:
| „ | Заједно са многим народним борцима она је пала у борби са крвавим фашистичким окупаторима, не дочекавши дан слободе, али ће њено име остати заувек у нашем народу. То име помињаће хиљаде народних бораца-партизана с пушком у руци; Соње Маринковић, тог одважног борца и дивног човека, сетићемо се на дан победе, помињаћемо је у срећној и слободној Војводини у којој ће бити остварено све оно зашто се Соња борила, када ће наш народ живети животом достојним човека. | ” |

## Народни херој
На предлог Главног штаба НОВ и ПО Војводине, Врховни штаб НОВ и ПОЈ је 25. октобра 1943. године донео одлуку о проглашењу првих пет народних хероја из Војводине, међу којима су били – Бошко Палковљевић Пинки, Јанко Чмелик, Радивој Ћирпанов, Станко Пауновић Вељко, као и Соња Маринковић, која је била друга по реду жена одликована Орденом народног хероја, свега 10 дана након Марије Бурсаћ. Одлука о њиховом проглашењу за народне хероје објављена је Билтену Врховног штаба број 33 и у њој се каже:
| „ | додељује се назив народног хероја друговима: Пауновић Станку, металском раднику из Србије, Чмелик Јанку, сељаку из Старе Пазове, Ћирпанов Радивоју, раднику из Новог Сада, Палквољевић Бошку, ђаку и другарици Маринковић Соњи, студенткињи из Сурдука, који су се одликовали изванредном пожртвованошћу и били пример држања једног народног јунака и дали своје животе за слободу народа. | ” |

На десету годишњицу ослобођена Зрењанина, 2. октобра 1954. године на Багљашу, на месту стрељана Соње Маринковић и других родољуба је подигнут Споменик жртвама фашистичког терора, на чијој је спомен-плочи истакнуто име Соње Маринковић. Име Соње Маринковић налази се и на спомен-плочи са именима 112 погинулих студената Пољопривредног факултета у Земуну, која се налази у холу овог факултета. Године 1960. испред основне школе у Зрењанину, која носи њено име, јој је подигнута спомен-биста рад вајарке Љубице Тапавички, а 1970. у згради основне школе у Земуну, јој је подигнута спомен-биста рад вајара Градимира Алексића. Такође, њена спомен-биста се налази и у основној школи у Новом Саду.
Име Соње Маринковић данас носе четири основне школе — У Зрењанину, од 1955. године; у Земуну ОШ „Соња Маринковић” Земун, од 1957. године; у Новом Саду, од 1959. године; и у Суботици ОШ „Соња Маринковић” Суботица, од 1962. године. Такође, њено име од 1960. године носи Пољопривредна школа са домом ученика у Пожаревцу, а од 1962. године и Академско културно-уметничко друштво Универзитета у Новом Саду.
Данас њено име носе улице у 48 насеља широм Аутономне Покрајине Војводине – у Новом Саду, Зрењанину, Апатину, Кикинди, Бачкој Тополи, Новом Бечеју, Сомбору, Бечеју, Сремским Карловцима, Врбасу, Инђији, Белој Цркви, Кули и др, као и улице у Београду, Крагујевцу и Лазаревцу.